# Aleksandr Filimónov
Aleksandr Vladímirovich Filimónov (Yoshkar-Olá, Unión Soviética, 15 de octubre de 1973) es un futbolista ruso, se desempeña como guardameta. Actualmente juega en el Arsenal Tula.
También tuvo una breve carrera como jugador de fútbol playa.

## Clubes
| Club                      | País            | Año         | Partidos | Goles |
| FC Stal Cheboksary        | Unión Soviética | 1990        | 2        | 0     |
| FC Spartak Yoshkar-Ola    | Unión Soviética | 1991        | 38       | 1     |
| FC Fakel Vorónezh         | Rusia           | 1992 - 1993 | 67       | 0     |
| FC Tekstilshchik Kamyshin | Rusia           | 1994 - 1995 | 53       | 0     |
| FC Spartak Moscú          | Rusia           | 1996 - 2001 | 147      | 0     |
| FC Uralan Elista          | Rusia           | 2002 - 2003 | 39       | 0     |
| FC Moscú                  | Rusia           | 2004 - 2006 | 26       | 0     |
| Nea Salamis FC            | Chipre          | 2007 - 2008 | 12       | 0     |
| FC Kuban Krasnodar        | Rusia           | 2008        | 16       | 0     |
| FK Lokomotiv Tashkent     | Uzbekistán      | 2009 - 2010 | 16       | 0     |
| FC Arsenal Tula           | Rusia           | 2012 -      | 50       | 0     |

- Datos: Q2316037
- Multimedia: Aleksandr Filimonov / Q2316037